# Эстонский конституционный референдум (1933, июнь)
Конституционный референдум был проведён в Эстонии в период между 10 и 12 июня 1933 года Предложенная парламентом новая конституция была отклонена 67,3 % избирателей при явке в 66,5 %..

## Результаты
| За или против                             | Голоса  | %    |
| ----------------------------------------- | ------- | ---- |
| За                                        | 161 595 | 32,7 |
| Против                                    | 333 107 | 67,3 |
| Недействительные/испорченные бюллетени    | 3 438   | -    |
| Всего                                     | 498 140 | 100  |
| Число зарегистрированных избирателей/явка | 749 461 | 66,5 |
| Источник: Nohlen & Stöver                 |         |      |